# 개발 이론
개발 이론은 사회의 바람직한 변화가 어떻게 가장 잘 달성되는지에 대한 이론의 모음이다. 이러한 이론은 다양한 사회 과학 분야와 접근 방식을 기반으로 한다. 이 문서에서는 이러한 이론에 대한 최근 개발과 마찬가지로 여러 이론에 대해 논의한다. 어떤 이론을 보느냐에 따라 개발 과정과 불평등에 대한 설명이 다르다.

## 현대화 이론
현대화 이론은 사회에서 현대화가 일어나는 과정을 분석하는 데 사용된다. 이 이론은 국가의 어떤 측면이 유익하고 경제 발전에 장애물이 되는지 살펴본다. 이 이론은 특정한 측면을 겨냥한 개발 원조가 '전통적인' 혹은 '후방적인' 사회의 현대화로 이어질 수 있다는 것이다. 다양한 연구 분야의 과학자들이 현대화 이론에 기여했다.

### 사회 학적 및 인류 학적 현대화 이론
현대화 이론의 가장 초기 원리는 진보의 개념에서 유래할 수 있는데, 진보의 개념에서는 사람들이 그들 스스로 사회를 발전시키고 변화시킬 수 있다는 것이다. 콩도르세 후작은 이 이론의 기원에 관여했다. 이 이론은 또한 기술의 발전과 경제적 변화가 도덕적 문화적 가치의 변화를 가져올 수 있다고 말한다. 프랑스의 사회학자 에밀 뒤르켐은 한 사회에서 기관들의 상호의존성과 그들이 문화 및 사회적 통합과 상호 작용하는 방식을 강조했다. 그는 사회에서 노동분담을 아주 중요하게 보았다. 그것은 사회에서 사회 질서가 어떻게 유지되는지 그리고 원시사회가 보다 진보된 사회로 이행할 수 있는 방법을 묘사했다.
현대화 이론의 발전에 기여한 다른 과학자들은 다음과 같다. 정치 체계와 민주주의의 역사를 연구 한 David Apter; 경제 발전이 민주주의로 이어지는 사회 변화를 가져 온다고 주장한 Seymour Martin Lipset; 동기 이론으로 심리적 측면에서 현대화에 접근한 David McClelland; 그리고 그의 패턴 변수를 사용하여 후진성과 현대성을 비교한 Talcott Parsons.

### 성장 모델의 선형 단계
성장 모델의 선형 단계는 제2차 세계 대전 이후 유럽 경제를 활성화하기 위해 사용된 마셜 플랜(Marshall Plan)에서 크게 영감을 받은 경제 모델이다. 경제성장은 산업화에 의해서만 달성 될 수 있다고 가정한다. 특히 이러한 측면이 저축률과 투자에 영향을 미치는 경우 성장은 지역 기관 및 사회적 태도에 의해 제한될 수 있다. 따라서 경제 성장을 방해하는 제약은 이 모델에서 사회 내부로 간주된다.
성장 모델의 선형 단계에 따르면 올바르게 설계된 대규모의 자본 투입과 공공 부문의 개입은 궁극적으로 개발도상국의 산업화와 경제발전으로 이어질 것이다.
로스토의 성장 단계 모델은 성장 모델의 선형 단계 중 가장 잘 알려진 예이다. 월트 휘트먼 로스토(Walt W. Rostow)는 개발도상국이 선진 경제 상태에 도달하기 위해 통과해야 하는 다섯 단계를 제시했다. (1) 전통 사회, (2) 도약을 위한 전제 조건, (3) 도약, (4) 성숙을 향한 추진, (5) 대량 소비 시대. 그는 경제 발전이 특정 강력한 분야에 의해 주도될 수 있다고 주장했다. 이것은 각 분야가 동등하게 발전해야 한다고 말하는 마르크스주의와는 대조적이다. 로스토의 모델에 따르면 한 국가는 도약에 도달하기 위해 몇 가지 개발 규칙을 따라야했다. (1) 국가의 투자율을 국내총생산의 10 % 이상으로 높여야 한다. (2) 한두 개의 제조업 높은 성장률을 가진 부문이 확립되어야 한다. (3) 해당 부문의 확장을 촉진하기 위해 제도적, 정치적, 사회적 틀이 존재하거나 만들어 져야한다.
로스토 모델에는 심각한 결함이 있으며 그 중 가장 심각한 것은 다음과 같다. (1) 해당 모델은 모든 국가에 대해 동일한 기본 단계 시퀀스를 통해 개발이 달성될 수 있다고 가정한다. (2) 해당 모델은 1인당 GDP의 증가를 통해서만 개발을 측정한다. (3) 해당 모델은 발달의 특성에 초점을 맞추지만 발달을 유발하는 인과 요인을 식별하지 않는다. 따라서 개발을 촉진하기 위해 존재해야 하는 사회구성체를 무시한다.
로스토의 단계 모델과 같은 경제 현대화 이론은 저축률과 자본 생산성 측면에서 한 나라의 성장률을 수학적으로 설명하는 해로드-도마 모델에서 크게 영감을 받았다. 경제 현대화 이론의 성공적인 발전을 위해서는 국가의 과도한 개입이 필요하다고 여겨져 왔다. 파울 로젠슈타인로단(Paul Rosenstein-Rodan), 라그나르 넉시(Ragnar Nurkse) 및 쿠르트 만델바움(Kurt Mandelbaum)은 산업화를 촉진하기 위해 인프라 투자 및 대규모 추진 모델이 필요하며 민간 부문이 이를 위한 자원을 자체적으로 제공할 수 없다고 주장했다. 현대화의 또 다른 영향력 있는 이론은 아서 루이스(Arthur Lewis)의 이중 부문 모델이다. 이 모델에서 루이스는 전통적인 정체된 농촌 부문이 점차 성장하는 현대적이고 역동적인 제조 및 서비스 경제로 대체되는 방식을 설명했다.
자본에 대한 투자의 필요성에 초점을 맞추기 때문에 성장 모델의 선형 단계는 때때로 '자본적 근본주의'로 고통받는다고 한다.

### 현대화 이론의 비평가
현대화 이론은 소위 "원초적" 사회의 전통과 기존 제도를 현대 경제 성장의 장애물로 표현한다. 외부로부터, 사회로부터 강요된 현대화는 폭력적이고 급진적인 변화를 초래할 수 있지만, 현대화 이론가들에 따르면 일반적으로 여기서 부작용이 초래한다고 한다. 비평가들은 전통 사회가 파괴되고 현대화의 약속된 이점도 얻지 못한 채 현대의 빈곤 형태로 빠져들고 있다고 지적한다.

## 구조주의
구조주의는 개발도상국의 경제 성장을 저해하는 구조적 측면에 초점을 맞춘 발전 이론이다. 분석단위는 주로 생계형 농업에서 현대화로 인해 도시화된 제조업과 서비스 경제를 기반으로 특정한 나라의 경제를 변화시키는 것이다. 구조주의적 사고에서 비롯된 정책 처방에는 수입대체산업화(ISI)로 알려진 산업 부문에 연료를 공급하기 위한 정부의 주요 개입이 포함된다. 이러한 개발 도상국의 구조적인 변화는 결국 자급자족하는 경제를 만들기 위해 추구된다. 이는 일차재 수출에 대한 후진국의 의존을 종식시키고, 선진국으로부터 국내 경제를 보호함으로써, 그리고 내부 지향적 발전을 추구함으로써 달성될 수 있다. 선진국과의 무역은 모든 종류의 무역 장벽과 국내 환율의 과대평가를 통해 최소화된다. 이러한 방식으로 이전에 수입된 공산품에 대한 국내 대체품의 생산을 권장한다. 이 전략의 논리는 유아 산업의 주장에 있다. 유아 산업은 처음에는 외국의 경쟁자들과 경쟁할 수 있는 규모의 경제와 경험을 가지고 있지 않기 때문에 자유 시장에서 경쟁할 수 있을 때까지 보호되어야 한다는 것이다. Prebisch-Singer 가설은 제조품에 비해 상품의 교역 조건이 시간이 지남에 따라 악화된다고 말한다. 제조품에 대한 수요의 소득 탄력성이 주요 제품에 비해 높기 때문이다. 사실이라면 ISI 전략도 뒷받침할 수 있을 것이다.
구조 주의자들은 제 3세계 국가들이 발전 할 수 있는 유일한 방법은 국가 스스로의 행동을 통해서라고 주장한다. 제 3세계 국가들은 산업화를 추진하고, 제 1세계와의 무역에 대한 의존도를 줄여야하며, 그들끼리 교역해야한다.
구조주의의 뿌리는 남미, 특히 칠레에 있다. 1950년 Raul Prebisch는 라틴 아메리카 경제위원회의 첫 번째 이사가 되기 위해 칠레로 갔다. 칠레에서 그는 영향력있는 구조주의자인 Celso Furtado, Aníbal Pinto, Osvaldo Sunkel, Dudley Seers와 협력했다.

## 의존 이론 (종속 이론)
의존 이론은 본질적으로 구조주의적 사고의 후속 조치이며, 그 핵심 개념의 많은 부분을 공유한다. 구조학자들은 연계성이 떨어지고 엄격한 ISI가 추구되지 않는 한 개발이 가능할 것이라고 전혀 고려하지 않는 반면, 의존 이론은 지구 개발 지역과의 외부적 연계를 가능하게 할 수 있다. 그러나 이러한 종류의 개발은 "의존적 개발"로 간주되고 있다. 즉, 개발 도상국 내부의 국내 역학이 없기 때문에 세계 시장의 경제적 변동에 매우 취약한 상태로 남아 있다. 의존적 사고는 자원이 부족한 저개발국가들의 '주변'에서 부유한 국가들의 '핵심'으로 흘러가고, 이는 빈곤한 국가들을 희생시키면서 부유한 국가들에 부의 축적을 가져온다는 개념에서 출발한다. 현대화 이론과 달리, 의존 이론은 모든 사회가 비슷한 발전 단계를 거치지 않는다고 말한다. 주변국들은 그들만의 독특한 특징, 구조, 제도를 가지고 있고 세계 시장 경제에 있어서 약하다고 여겨지는 반면 선진국들은 과거에 이러한 식민지화된 위치에 있었던 적이 없다. 의존 이론가들은 저개발 국가들이 세계 시장과의 관계를 줄이지 않는 한 여전히 경제적으로 취약할 것이라고 주장한다.
의존 이론은 가난한 나라들이 선진국에 천연자원과 값싼 노동력을 제공하지만, 그것 없이는 선진국들은 현재 누리고 있는 삶의 수준을 가질 수 없다고 말한다. 후진국들이 핵심적인 영향력을 제공하지 않으려고 할 때, 선진국들은 그들의 시도를 방해한다. 이것은 개발도상국들의 빈곤이 세계체제에서 이러한 국가들이 해체된 결과물이 아니라 그들이 이 체제에 통합되는 방식 때문이라는 것을 의미한다.
의존 이론은 구조주의 근원 이외에도 네오막시즘과 세계체제이론과 비슷한 점이 많으며, 유명한 의존 이론가인 이매뉴얼 월러스틴의 작품에도 반영된다. 월러스틴은 제3세계의 개념을 거부하며 경제적 관계에 의해 연결된 세계는 단 하나뿐이라고 주장한다. 그는 이 시스템이 본질적으로 핵심, 반주변, 주변으로 세계의 분열을 가져온다고 주장한다. 세계체제의 확대의 결과 중 하나는 천연자원, 노동, 인간관계와 같은 요인들의 상품화이다.

## 기본적인 요구
기본적인 요구 모델은 1976년 국제 노동 기구에 의해 도입되었으며, 주로 현대화와 구조주의에 영감을 받은 개발의 접근방식에 대한 대응으로, 개발 도상국의 빈곤 완화와 불평등의 퇴치 측면에서 만족스러운 결과를 얻지 못했다. 그것은 장기적인 신체 복지에 필요한 자원의 절대 최소치를 정의하려고 노력했다. 여기에서 정의하는 빈곤선은 이러한 기본적인 필요를 충족시키기 위해 필요한 소득의 양이다. 이 접근법은 한 사회가 생계 유지를 위해 필요로 하는 것을 결정하고 빈곤선을 넘어서는 빈곤층 집단에 적용되었다. 기본적인 욕구 이론은 경제적으로 생산적인 활동에 투자하는 것에 초점을 맞추지 않는다. 기본적인 욕구는 개인이 생존하는데 필요한 절대적인 최소의 지표로 사용될 수 있다.
기본적인 욕구를 지지하는 사람들은 절대 빈곤을 없애는 것이 사람들이 보다 쉽게 노동을 제공하고 소비자와 저축자 역할을 할 수 있도록 사회에서 활동하게 만드는 좋은 방법이라고 주장해왔다. 기본적인 욕구 이론에 입각한 접근법에 대한 많은 비평들도 있어왔다. 그것은 이론적으로 엄격하고 실질적인 정확성이 부족하며, 성장 촉진 정책과 상충하며, 개발도상국들을 영구적인 혼란에 빠뜨릴 위험을 초래한다는 것이다.

## 신고전주의 이론
신고전주의 발전 이론은 그 전신인 고전 경제학에서 비롯되었다. 고전 경제학은 18세기와 19세기에 발전하였으며 제품의 가치와 제품의 생산 요소를 중요하게 보는 이론이다. 이 이론의 초기 기여자는 애덤 스미스와 데이비드 리카도이다. 고전 경제학자들은 신고전주의 경제학자들과 마찬가지로 자유시장에 찬성하고 이러한 시장에 대한 정부의 개입에 반대하는 주장을 펼쳤다. 애덤 스미스의 '보이지 않는 손'은 자유 무역이 궁극적으로 모든 사회에 혜택을 줄 것이라는 것을 보장한다. 존 메이너드 케인스는 1936년에 고용·이자 및 화폐의 일반이론을 저술한 매우 영향력 있는 고전 경제학자이기도 하다.
신고전주의 발전 이론은 1970년대 말 영국의 마거릿 대처와 미국의 로널드 레이건의 당선이 영향을 미쳤다. 또한 세계은행은 1980년 기본적인 욕구 이론의 접근 방식에서 신고전주의적 접근 방식으로 전환했다. 1980년대 초반부터 신고전주의 발전론이 본격적으로 나오기 시작했다.

### 구조 조정
개발도상국을 위한 신고전주의 발전 이론의 영향력을 미친 요인 중 하나는 세계은행과 국제통화기금(IMF)이 채택하기를 원했던 구조 조정 프로그램(SAP)이었다. 이러한 SAP의 중요한 측면은 다음과 같다.
- 재정적 긴축 (정부 지출 감소)
- 민영화 (정부를 위해 자금을 조달하고 관련 기업의 효율성과 재무 성과를 개선해야 함)
- 무역 자유화, 통화 평가 절하 및 마케팅 위원회 폐지 (개발 도상국이 글로벌 시장에서 갖는 비교 우위를 극대화하기 위해)
- 정부의 견제와 규제 완화(자유 시장의 활성화를 위해)

이러한 조치들은 1980년대의 경제 및 금융 위기에서 라틴 아메리카를 회복시키는 데 필요한 것으로 여겨지는 국제경제연구소가 제시한 주제들에 다소 반영되어 있다. 이러한 주제들은 1989년 경제학자인 존 윌리엄슨이 만든 용어인 워싱턴 컨센서스로 알려져 있다.

## 최근 동향

### 개발 후 이론(Post-development theory)
개발 후 이론은 국가 경제 발전의 개념에 의문을 제기하는 학파이다. 해당 이론의 학자들에 따르면, 생활 수준 향상 목표는 그 목표의 정당성과 가능성에 달려있다. 개발 후 이론은 1980년대와 1990년대에 생긴 이론이다.
개발 후 이론가들에 따르면, 개발의 개념은 단지 '정신적인 구조'일 뿐인데, 이것은 선진국과 저개발국의 위계를 초래했고, 그 중 후진국들은 선진국처럼 되기를 원한다고 한다. Sachs에 따르면 발전의 사고방식은 서구에 의해 지배되었고 매우 민족 중심적이다. 서구인들의 생활방식은 세계인들에게 현실적이지도 않고 바람직한 목표가 아닐 수도 있다고 개발 후 이론가들은 주장한다. 개발은 한 나라의 문화와 자신에 대한 사람들의 인식 그리고 삶의 방식을 잃는 것으로 보여지고 있다. 또 다른 주요 개발 후 학자인 마지드 라네마에 따르면, 빈곤과 같은 것들은 문화적으로 아주 많이 내재되어 있고 문화마다 많은 차이를 가질 수 있다고 한다. 저개발에 대한 우려를 표하는 기관들은 매우 서구적이고, 개발 후 이론에 입각한 기관들은 개발 사고에 보다 폭넓은 문화적 참여를 요구한다.
개발 후 이론은 현재 사회를 지배하고 있는 생각에서 스스로를 제거하는 사회의 목표를 제안한다. 아르투로 에스코바르에 따르면, 개발 후 이론은 지역 문화와 지식, 기성 과학에 대한 비판적 견해, 그리고 지역 풀뿌리 운동의 촉진에 관심이 있다. 또한, 개발 후 이론은 연대, 상호주의, 그리고 전통적 지식의 더 큰 참여에 도달하기 위한 구조적 변화를 주장한다.

### 지속 가능한 개발
지속 가능한 개발은 미래 세대의 요구를 충족시키는 능력을 희생하지 않고 현재의 요구를 충족하는 개발이다. (브런들랜드 위원회) 지속 가능한 개발에 대한 많은 정의가 존재하지만, 그것들은 모두 지구의 운반 능력, 자연계 그리고 인류가 직면한 도전과 관련이 있다. 지속 가능한 개발은 환경적 지속가능성, 경제적 지속가능성, 사회정치적 지속가능성으로 구분할 수 있다. 로마 클럽이 발표한 "성장의 한계"라는 책은 지속 가능성에 대한 생각에 큰 힘을 실어주었다. 지구 온난화 문제도 지속 가능한 개발 운동에 의해 강조되는 문제이다. 이것은 온실 가스 배출을 제한하려는 계획과 함께 1997년 교토 협약으로 이어졌다.
지속 가능한 개발의 영향에 반대하는 사람들은 종종 환경적인 쿠즈네츠 곡선을 지적한다. 이 곡선의 기반이 되는 생각은 경제가 성장함에 따라 자본 및 지식 집약적인 생산으로 전환한다는 것이다. 즉, 경제가 성장함에 따라 오염 생산량이 증가하지만 생산량의 자원 집약도가 낮아지고 지속가능성이 높아지기 전까지는 그렇지 않다는 것이다. 환경 문제 해결을 위해 반성장 정책이 아닌 친성장 정책이 필요하다는 의미이다. 하지만 쿠즈네츠 곡선에 대한 근거는 튼튼하지 않다. 또한, 경험적인 관점에서 보았을 때, 사람들은 수입이 증가할 때 더 많은 상품을 소비하는 경향이 있다. 아마도 그 제품들은 보다 환경친화적인 방법으로 생산되었을지도 모르지만, 전반적으로 보다 많은 소비는 이러한 효과를 부정한다. 그러나 미래의 기술 발전이 미래의 문제들을 해결할 것이라고 주장하는 줄리안 사이먼과 같은 사람들이 있다.

### 인간 발달 이론
인간 개발 이론은 생태학, 지속 가능한 개발, 페미니즘 그리고 복지 경제학과 같은 다른 기원의 이론을 사용하는 이론이다. 그것은 규범적인 정치를 피하고 싶어하며 어떻게 사회 자본과 교육 자본이 배치되어 경제에서 인적 자본의 전반적인 가치를 최적화할 수 있는지에 초점을 맞추고 있다.
Amartya Sen과 Mahbub ul Haq는 가장 잘 알려진 인간 개발 관련 이론가이다. Sen의 일은 능력, 즉 사람들이 할 수 있고, 될 수 있는 것에 초점을 맞추고 있다. 후생을 결정하는 것은 소득이나 재화보다는 이러한 능력이라고 주장한다(기본적 필요성 접근법). 이 핵심 아이디어는 또한 UNDP가 인간 개발 보고서에서 개척한 인간 중심의 개발 측정인 인간 개발 지수(Human Development Index)의 구축에 기초하고 있다. 이 접근 방식은 미국 인간 개발 지수(American Human Development Index)와 UN 보고서(Report in the Un)를 포함한 개별 카운티에 의해 발표된 지수 및 보고서와 함께 전세계적으로 큰 인기를 끌고 있다. 센의 연구의 경제적 측면은 사람들의 복지에 대한 경제 정책의 영향을 평가하는 복지 경제학으로 분류될 수 있다. Sen은 개발 경제학에 중요한 윤리적 측면을 추가한 자유로서의 개발이라는 영향력 있는 책을 썼다.

## 그 밖의 자료
- 개발 (명확성)
- 생태 근대화 이론
- 경제 발전
- 국제 개발
- 세계 시스템 이론
- 진행
- 진보주의
- 발달로 인한 변위
- 명백한 운명
- 백인 남자의 짐
- 문명화 임무
- 기독교 선교
- 하얀 구세주

## 추가 자료
- - M. P. Cowen and R. W. Shenton, Doctrines of Development, Routledge (1996), ISBN 978-0-415-12516-1.
  - Peter W. Preston, Development Theory: An Introduction to the Analysis of Complex Change, Wiley-Blackwell (1996), ISBN 978-0-631-19555-9.
  - Peter W. Preston, Rethinking Development, Routledge & Kegan Paul Books Ltd (1988), ISBN 978-0-7102-1263-4.
  - Richard Peet with Elaine Hartwick, "Theories of Development", The Guilford Press (1999) ISBN 1-57230-489-8
  - Walt Whitman Rostow, (1959), The stages of economic growth. The Economic History Review, 12: 1–16. doi:10.1111/j.1468-0289.1959.tb01829.x
  - Tourette, J. E. L. (1964), Technological change and equilibrium growth in the Harrod-Domar model. Kyklos, 17: 207–226. doi:10.1111/j.1467-6435.1964.tb01832.x
  - Durkheim, Emile. The Division of Labor in Society. Trans. Lewis A. Coser. New York: Free Press, 1997, pp. 39, 60, 108.
  - John Rapley (2007), Understanding Development. Boulder, London: Lynne Rienner Publishers
  - Meadows et al. (1972), The Limits to Growth, Universe Books, ISBN 0-87663-165-0
  - Hunt, D. (1989), Economic Theories of Development: An Analysis of Competing Paradigms. London: Harvester Wheatsheaf
  - Greig, A., D. Hulme and M. Turner (2007). "Challenging Global Inequality. Development Theory and Practice in the 21st century". Palgrave Macmillan, New York.

## 같이 보기
- 경제발전
- 국제 개발
- 세계체제론
- 진보주의
- 명백한 운명
- 기독교 선교